# طلحة الملك
شجرة طلحة الملك شجرة طلح قديمة تشبه الغرب، تقع في ظهران الجنوب، وكان النبي ﷺ جعل تلك الشجرة هي الحد الفاصل بين مكة واليمن. أعطت تلك الشجرة إسمها فيما بعد للمناطق المجاورة لها كقرية الطلحة، ووادي الطلحة.

## قرية الطلحة
قرية الطلحة، كانت تعرف بـ «طلحة الملك» تقع على بعد 12 كم شمال مدينة ظهران الجنوبـ 

## معالم وآثار تاريخية
القرية تختزن آثارا يعود تاريخها إلى عصور ما قبل الإسلام وينتمي بعضها إلى العصور الإسلامية، وهناك بعض النقوش على الصخور في شرق القرية. عثر فيها على مائدة حجرية مستديرة بين قريتي طلحة الملك والغيل تحتوي على ثلاثة كراسي حجرية منحوتة بشكل متقن وجميل تحيط بحجر مستديرة. كما تحتوي قرية الطلحة القديمة تحتوي على العديد من الدور القديمة المبنية من خامات البيئة كالطين والحجر والتبن والأخشاب. يقطن قرية الطلحة آل منصور.
جعلها الرسول ﷺ صلى الله عليه وسلم لعامله في اليمن الحد الفاصل بين مكة واليمن، وقال عنها الهمداني في كتابه "صفة جزيرة العرب" إنها أخذت اسم طلحة الملك من شجرة عظيمة تقع في بلاد وادعة من همدان".

## ما ذكره المؤرخون
قال ابن خرداذبه في المسالك والممالك
- طلحة الملك  شجرة عظيمة تشبه الغرب غير أنها أعظم منه وهي الحد ما بين عمل مكة وعمل اليمن،[6]
- المهجرة وهي قرية عظيمة جبلية كثيرة العيون والأهل وفيما بينها وبين شروم راح شجرة تسمى طلحة الملك وهذه الشجرة حد ما بين اليمن والحجاز وهي شجرة تشبه شجر الغرب إلا أنها أعظم وكان النبي صلى الله عليه وسلم حجز بها بين اليمن ومكة،[6]
- ومن صعدة إلى المهجرة وهي تحت عقبة المنضج عند طلحة الملك التي هي أول عمل اليمن عشرون فرسخا، فبين المهجرة وصنعاء ستون فرسخا.[6]

## انطر ايضًا
- ظهران الجنوب
- وادي الطلحة